# Maria Justina Wetterling
Maria Justina Wetterling, död 1773, var en svensk företagare. 
Hon var dotter till Maria Jürgensson och Jacob Jürgensson. Hon gifte sig med Daniel Wetterling (1702-1760). Hennes make övertog 1746 hennes mors handelshus den blev då Wetterlings handelshus, en välkänd firma i Göteborgs handelshistoria.  Efter hans död 1760 övertog hon handelshuset. Hon skötte den till sin egen död tretton år senare, och därefter lämnade den i arv till sina tre ogifta döttrar, Anna Elisabeth Wetterling (1745-?), Ewa Maria Wetterling (1746-1787) och Britta Charlotta Wetterling (1749-1776). 